# Рођење трагедије
Рођење трагедије из духа музике је дело немачког филозофа Фридриха Ничеа. Ово је његово прво објављено филозофско дело и заједно с „Несавременим разматрањима“ представља његову рану филозофију. Срж дела је полемика о положају трагедије у старогрчкој уметности, њеним коренима из диониских обреда, „убиством“ од стране Сократа и Еурипида и поновном рођењу у савременој култури кроз музичке драме Рихарда Вагнера.

## Настанак
Ниче је Рихарда Вагнера упознао 6. новембра 1868. године у Лајпцигу; само једанаест дана пре тога слушао је извођење предигри за „Тристана и Изолду“ и „Мајсторе певаче“. Био је одушевљен и, када му се пружила неочекивана прилика да, преко једне заједничке пријатељице, упозна композитора, одмах ју је уграбио. Од 1869. године он проводи све више времена са Вагнером, који му постаје не само пријатељ, већ и очинска фигура (осим што је био рођен исте године као и Ничеов покојни отац, Вагнер је на њега и личио; савремена истраживања родослова показују да су Вагнер и Ниче, у ствари, били родбински повезани преко својих мајки - ове чињенице нису били свесни). Нарочито их је зближило узајамно обожавање Шопенхауера.
„Рођењем трагедије“ господари вагнеровско-шопенхауеровски дух. Рад на делу је започет почетком 1871. године; Ниче је добио одсуство са Универзитета у Базелу, где је био професор филологије, због лошег здравља и са сестром Елизабетом отишао у Лугано, где, како она извештава, непрестано ради на новој књизи. Предговор је упутио Вагнеру, али га је касније одбацио, јер је дело требало да говори о грчкој трагедији, а не музичкој драми. Првобитни назив дела био је „Грчка веселост“.
Почетком априла свраћа код Вагнера у Трибшен, вероватно поневши дело да покаже Вагнеру; након овог боравка, Ниче је, сасвим својевољно, изменио књигу и приближио је Вагнеровим ставовима. Крајем године написао је нови „Предговор Рихарду Вагнеру“.

## Издања
Књига је издата почетком 1872. године, са горепоменутим предговором. Објављена је од стране Вагнеровог издавача, Фрича. Друго издање изашло је из штампе 1874. године, а у њега Ниче уноси и неке текстуалне измене. Пошто се касније у доброј мери одаљио од ставова изнетих у „Рођењу трагедије“, Ниче се у трећем издању из 1886. њега готово и одрекао: уз ово издање изашао је, као нови предговор, његов „Покушај самокритике“.
У „Покушају самокритике“, Ниче, сада већ зрели филозоф, жестоко критикује своје првенче: „Понављам, данас је то за мене немогућа књига - лоше написана, незграпна, мучна, помамна на сликовито изражавање и збркана због силне сликовитости, сентиментална, ту и тамо зашећерена до женствености, неједнака у темпу, без воље да постигне логичку чистоту, веома уверена у себе па зато пренебрегава доказивања, као књига за посвећене, као „музика“ за оне што су крштени у име музике, од самог почетка повезани заједничким и ретким уметничким доживљајима, као знак распознавања за крвне сроднике in artibus - надмена и сањарска књига која се од profanum vulgus „образованих“ већ унапред ограђује још више него од „народа“, али која, како је доказало и доказује њено дејство, мора прилично добро да се разуме и у проналажењу сличних сањара па да их одмами на нове тајне путеве и игралишта“.
У издању из 1906. године (шест година након Ничеове смрти), наслов је промењен у „Рођење трагедије, или: Хеленство и песимизам“. Самом Ничеу се тај наслов својевремено чинио бољим, тако да ова измена није без основа.

## Реакције
За разлику од Ничеових каснијих књига, „Рођење трагедије“ је одмах изазвало реакције, и то углавном негативне. Први се огласио Улрих фон Виламовиц-Мелендорф, који је 1. јуна објавио чланак „Филологија будућности“ (као очигледна алузија на Вагнерову „Уметност будућности“). Критиковао је Ничеа како изврће историјске чињенице у Вагнерову корист. На Мелендорфов напад одговорио је Ничеов пријатељ Роде „Отвореним писмом Рихарду Вагнеру“, што је овога касније нагнало да изда други део своје „Филологије будућности“, чиме се бесмислен сукоб око Ничеовог дела продубио. Напослетку је и сам Вагнер устао да брани Ничеа својим „Отвореним писмом Фридриху Ничеу, професору класичне филологије на Универзитету у Базелу“, називајући Мелендорфа „сељачком свађалицом“.
Напослетку, из читавог овог сукоба најгоре је изашао Ниче. Када се вратио на Универзитет, схватио је да су се остали професори од њега отуђили, не само зато што је стао на страну Вагнера и његових савремених схватања, већ је и теми у „Рођењу трагедије“ пришао крајње непрофесионално. Одржао је само једно предавање у овом периоду, а и њему су присуствовала само два нефилолога.